# Hemiphruda
Hemiphruda és un gènere monotípic de papallones nocturnes de la subfamília Drepaninae. Va ser descrita per Warren, 1923.
La seva única espècie, Hemiphruda mecasa va ser descrita per Swinhoe el 1894 i es troba a l'Índia. Els adults són marrons, les ales anteriors presenten dues taques negres, una a l'extrem superior i l'altra a sota. Hi ha una banda difusa des de l'àpex de les ales anteriors fins a l'abdomen. Les ales tenen una banda recta de tres línies marrons gruixudes, però poc diferenciades.